# Brunhilda
För fartygen, se HMS Brynhilda.

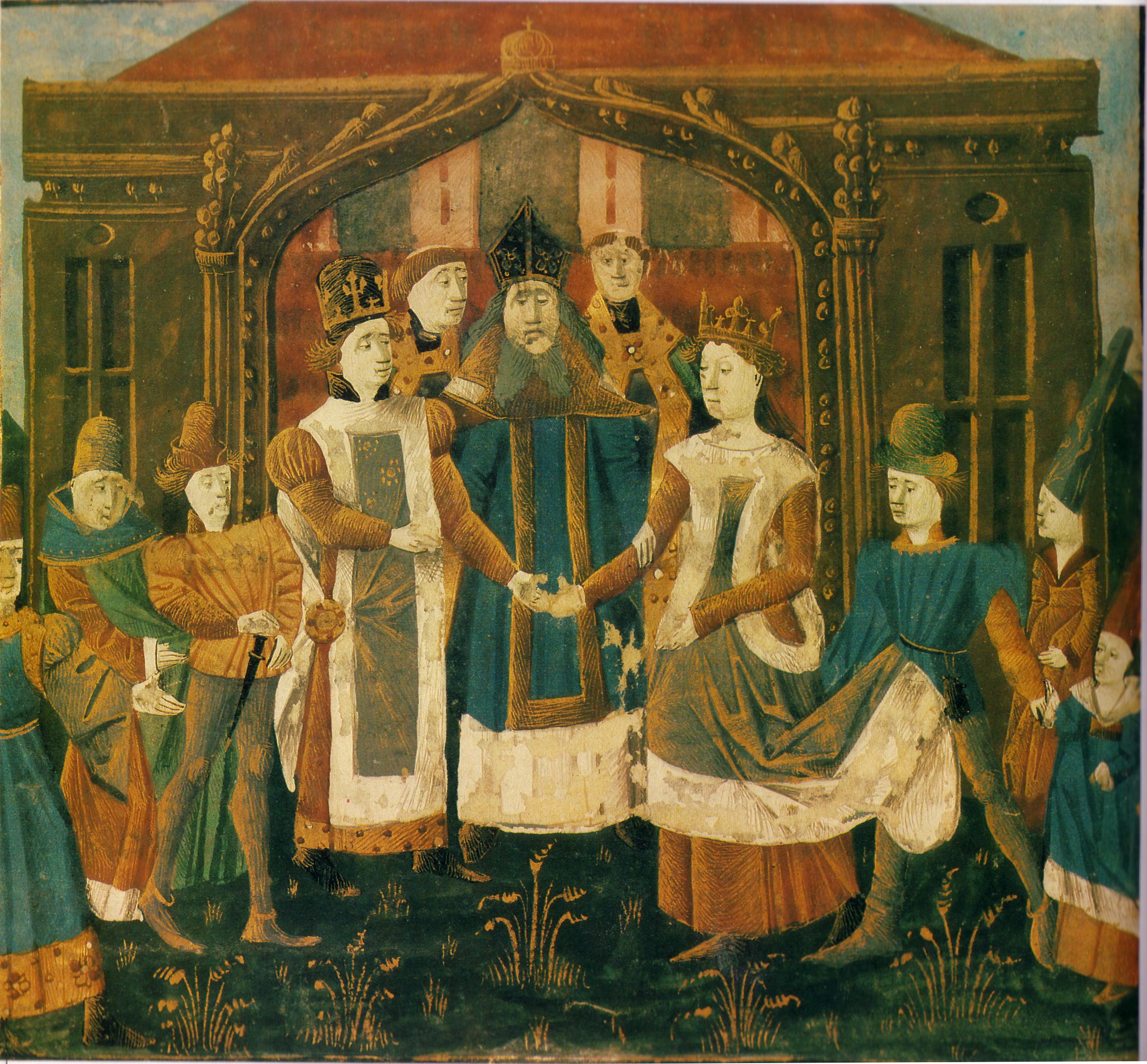
Vigsel av Sigibert och Brunhilda (franskt, 1400-talet)

Brunhilda, född 543, död 613, var en drottning av Austrasien, dotter till den västgotiske kungen Athanagild och Gosuinda och omkring år 567 gift med kung Sigibert I av Austrasien. Hon var Austrasiens regent under sonens omyndighet 575–583, sin sonsons omyndighet 595–599, och sin sonsonsons år 613. 

## Biografi
Vid giftermålet konverterade hon från arianism till romersk katolicism. Hennes syster Galswintha gifte sig med Sigiberts bror Chilperik I, men hon blev mördad och han gifte om sig med sin älskarinna Fredegund, något som väckte Brunhildas hat och ledde till ett 40-årigt krig mellan de östfrankriska och västfrankiska rikena. Sigibert besegrade Chilperik och hyllades som Paris erövrare, och Germanus av Paris försökte medla fred, genom att skriva till Brunhilda och få maken att skona sin bror, men med liten framgång; det ignorerades, och Sigibert gav sig av för att belägra Tournai. 
Fredegund hyrde då två lönnmördare som dödade Sigibert med förgiftade dolkar. Brunhilda tillfångatogs och spärrades in i Rouen. Hon undkom dock därifrån och försökte nu få makten över Austrasien i sonen Childebert II:s namn, men motarbetades av adeln. Hon styrde Austrasien tills Childebert blev tillräckligt gammal år 583. 
Vid sin sons död hösten 595 försökte hon styra Austrasien och Burgund i sonsönerna Theodebert II:s och Theoderik II:s namn, men hamnade i exil, där hon fick Theodorik att attackera sin bror och dennes familj.  Desiderius, biskop av Vienne – senare känd som helgonet St. Didier – anklagade henne offentligt för incest och grymhet, och hon hyrde tre lönnmördare som dödade honom i en by som nu heter Saint-Didier-sur-Chalaronne.  
Då Theodorik dog 613 utnämnde Brunhilda en av sina sonsonsöner till kung med sig som regent. Adeln protesterade och vände sig i stället till Fredegundas son Chlothar II, som var kung över en stor del av Frankrike. Chlotar lät anklagada Brunhilda för åtskilliga mord, bl.a. på biskop Desiderius. Hon dömdes till tre dagar i sträckbänk och avrättning. En källa menar att hon blev släpad efter en märr tills hon dog, andra att hon bands fast mellan vildhästar som slet henne i stycken.